# Анфилада
Вижте пояснителната страница за други значения на Анфилада.
 Тази статия е за термина в архитектурата.  За военния термин вижте Анфилада (военна наука).  За други значения вижте Анфилада (пояснение).
Анфиладата представлява подреждане на вратите, поставени в поредица съседни, последователно подредени архитектурни елементи така, че да създадат усещане за перспектива между различните сектори – при отворени врати да се вижда от първото до последното помещение. Включените елементи могат да бъдат стаи, галерии, дворове и дори градски пространства. Терминът произлиза от латинското fīlum, през френската enfilade (в редица). Помещенията обикновено са вътрешни и са разположени последователно по една хоризонтална ос. По целия свят има много красиви примери за този архитектурен акцент, както при вътрешни, така и при външни пространства.

## История
Анфиладната планировка е общ прийом в европейската архитектура, характерна за класицизма и барока от 17 и 18 век, въпреки че има и по-ранни примери, като този във Ватикана. Тя отговаря на нуждите на дворцовия церемониал и отразява идеята за монументалност, парадност и представителност. Анфилада може да бъде наречено и подреждането на огледала в едно помещение така, че да постигнат ефект за безкрайна дължина.
В българските земи е открита анфилада от края на 9 век, в дворцовия комплекс на старата столица Велики Преслав. Това са четири напречно разположени зали, подредени в анфилада от север към юг. Анфилада има и в представителната част на царския дворец в София. Там чрез нея са свързани няколко бални зали. Анфиладна е и една от четирите функционални жилищни схеми в средновековната и възрожденската архитектура. Тя е доста разпространена в периода ХVІ – ХVІІІ век из повечето български територии, но продължава да се използва и в чистия си вид и през Възраждането. Например от нея е т.нар. Странджанска къща.

## Барокови дворци
В бароковите дворци анфиладата не е достъпна по цялата си дължина. Степента на достъп зависи от близостта със съответния посетител и от неговия ранг. Първите стаи са публично открити, докато последната обикновено е спалня, будоар или интимен кабинет.
Някои анфилади в бароковите дворци кулминират в една голяма тронна зала, а погледът стига до престола на монарха. Такъв е Уестминстърският дворец, където анфиладата води до Камарата на лордовете, а монархът седи на трон в залата по време на откритите парламентарни дебати.
В кралските дворци често има повече от една анфилада. Може да е предвидена отделна анфилада за краля и кралицата, както е в двореца във Версай, където тя свързва големите покои на краля с тези на кралицата. В двореца Хемптън корт тези апартаменти, заедно с анфиладата между тях, са използвани за забавления. Възможно е да има и трета анфилада, отделно обслужваща само държавните помещения.
В домовете на благородниците, особено ако е възможно посещение от монарха, също са организирани анфилади. Примери за такова планиране са Чатсуърт хаус и Boughton House в Англия, дворецът Бленъм в близост до Удсток или Шато де Лувесиен във Франция. Големите спални в поредицата от помещения са предвидени обикновено само за краля, въпреки че преди 19 век са били използвани и за други цели.(6)

## Протокол при ползване на анфиладите
След гражданските войни във Франция и Англия, когато благородниците и кралят са противопоставени, и след възстановяването на монархията, архитектите търсят начини да подчертаят разликата в нивата им. Създадените анфилади по време на барока са свързани не само с естетиката, но и са израз на точното социално положение, подчинено на съществуващата йерархия. Бароковият кралски и аристократичен дизайн дава визуален израз на принципите на абсолютната монархия, при която кралят е на върха на обществената стълбица. Анфиладата в някои отношения е символична – развита по права линия, предлагаща безкрайна видимост, подчертаваща лукса на пространството и огромните царски ресурси.
Според протокола от това време, посетителят с по-нисък ранг е придружаван от служител до последното помещение, до което има право на достъп. Ако посетителят е с равен или по-висок статус, домакинът преминава през цялата отворена анфилада за да го посрещне. На раздяла се повтаря същият ритуал, въпреки че домакинът може да си позволи, като особено отношение или благоразположение, да преведе госта си през помещения, които официално не са достъпни за неговия ранг. Ако домакинът е посетен от човек с много по-високо обществено положение, този ритуал може да бъде продължен до входната зала и дори до портите на двореца. В наше време, като символ на специално уважение, това изпращане на гост може да продължи чак до летището.

## Другаде в Европа
В италианските къщи от миналия век анфиладата се приема като съществен елемент от тяхната планировка. Там обаче, тя винаги се постига чрез използването на малки врати, които рядко са разположени в центъра на стена от помещението. Принципът на анфиладата често се среща и в китайските павилиони.
В Русия европейският принцип на създаване на анфилади се появява за първи път в Санкт Петербург в началото на 18 век и е характерен за бароковите сгради от времето на Петър I. По-късно, в средата на столетието анфиладата получава блестящ разцвет при работите на Бартоломео Растрели – Зимния дворец, Големия дворец в Петерхоф, Големия Екатеринински дворец в Царское село и други.

## Съвременност
Съвременният начин за постигане на ефекта от анфиладата е съвместяването на две или три стаи с близки функции, разделени помежду си с много големи сгъваеми врати, особено ако помещенията могат да се използват заедно. Ефектът може да се постигне и чрез проектирането на прилежащ коридор. Освен това анфиладата дава прекрасна възможност за съпоставка между обзавеждането и декорацията на различните стаи, демонстрирайки техния контраст или единство.
Анфиладата е един от най-добрите и традиционни начини за модернизиране на стари къщи. Дългите, непрекъснати проходи създават физическа и визуална връзка между различните части на дома, без да се прави компромис с характера на отделните стаи. Дава възможност и за преливане едно в друго на коренно различни пространства в дома. Анфиладата помага и да се промени усещането за мащаб дори и на най-големите къщи, което ги прави по-годни за ежедневно възприемане и обитаване.

## Музеи
Анфиладата е много използвана при музеи и художествени галерии, тъй като осигурява непрекъснат маршрут и улеснява движението на голям брой хора. Например след разширението, анфиладата на Националната художествена галерия в Лондон обхваща 15 последователно наредени помещения.
- Анфилада в Научната библиотека в Гьорлиц, Германия
- Анфилада в таванските помещения в болничен комплекс, Нидерландия
- Анфилада на партерния етаж на двореца Soestdijk, Нидерландия
- Анфилада в бивш манастир на Цистерианския орден, Унгария